# Sint-Petrusbasiliek (Dillingen)
De Sint-Petrusbasiliek (Basilika St. Peter) is een parochiekerk in het centrum van de Duitse plaats van Dillingen aan de Donau 
(Beieren). Het is de cokathedraal van het bisdom Augsburg. Hier worden de priesters en bisschoppen gewijd en het is de plek waar bisschoppen worden begraven.

## Geschiedenis
In het jaar 1498 werd door Frederik II van Zollern, bisschop van Augsburg van 1486 tot 1505, op de plaats van de huidige parochiekerk een collegiaal sticht opgericht. De gotische kerk werd in 1618 vrijwel volledig afgebroken om op dezelfde plaats een nieuwe drieschepige hallenkerk op te richten. De hofbouwmeester van de prins-bisschop van Augsburg, Hans Alberthal (ook Johann Alberthal) uit Roveredo kreeg de opdracht om de nieuwe kerk te bouwen. Omdat de nieuwbouw wezenlijk groter uitviel, moest een deel van de stadsmuur afgebroken worden. Men had echter onvoldoende aandacht geschonken aan de statische eisen, zodat het bouwwerk al in 1643 ernstige gebreken vertoonde. Een grondige restauratie volgde; het middelste apsisvenster werd dichtgemetseld om een sterke steunbeer te kunnen bouwen, de vrijstaande pijlers van het kerkschip werden met de buitenburen verbonden en de westelijke orgelgalerij moest worden afgebroken.
De gotische toren werd in 1669 verhoogd door David Motzardt, een verre voorvader van de componist Wolfgang Amadeus Mozart. In 1733 werd aan de noordzijde de Erasmuskapel aangebouwd en in hetzelfde jaar werd begonnen met het aanbrengen van het stucwerk en de beschildering.
Na de opheffing van het sticht tijdens de secularisatie in 1803 werd het godshuis louter een parochiekerk.
In 1979 werd de kerk door paus Johannes Paulus II de eretitel basilica minor verleend.

## Beschrijving
De eenschepige Sint-Petrus is oostelijk georiënteerd en heeft door de omvang een kathedraalachtige allure. Om statische redenen werden de oorspronkelijk vrijstaande pijlers in 1643-1644 tot muurpeilers gemetseld. De kerk  Het gebouw is 54,8 meter lang, 22,3 meter hoog en 22 meter breed.  De toren heeft een hoogte van 49 meter. 
Aan de zuidoosthoek van de basiliek grenst de kloosterkerk van de Fransiscanessen aan. Aan de zuidwesthoek bevindt zich een Lourdesgrot.

## Orgel
In 1978 bouwde de orgelbouwfirma Hubert Sandtner uit Dillingen het orgel (47 registers) van basiliek, waarbij enige registers van het oude Steinmeyer-orgel uit het jaar 1889 opnieuw werden gebruikt. In 2006 werd de dispositie veranderd en tot 53 registers uitgebreid.

## Afbeeldingen

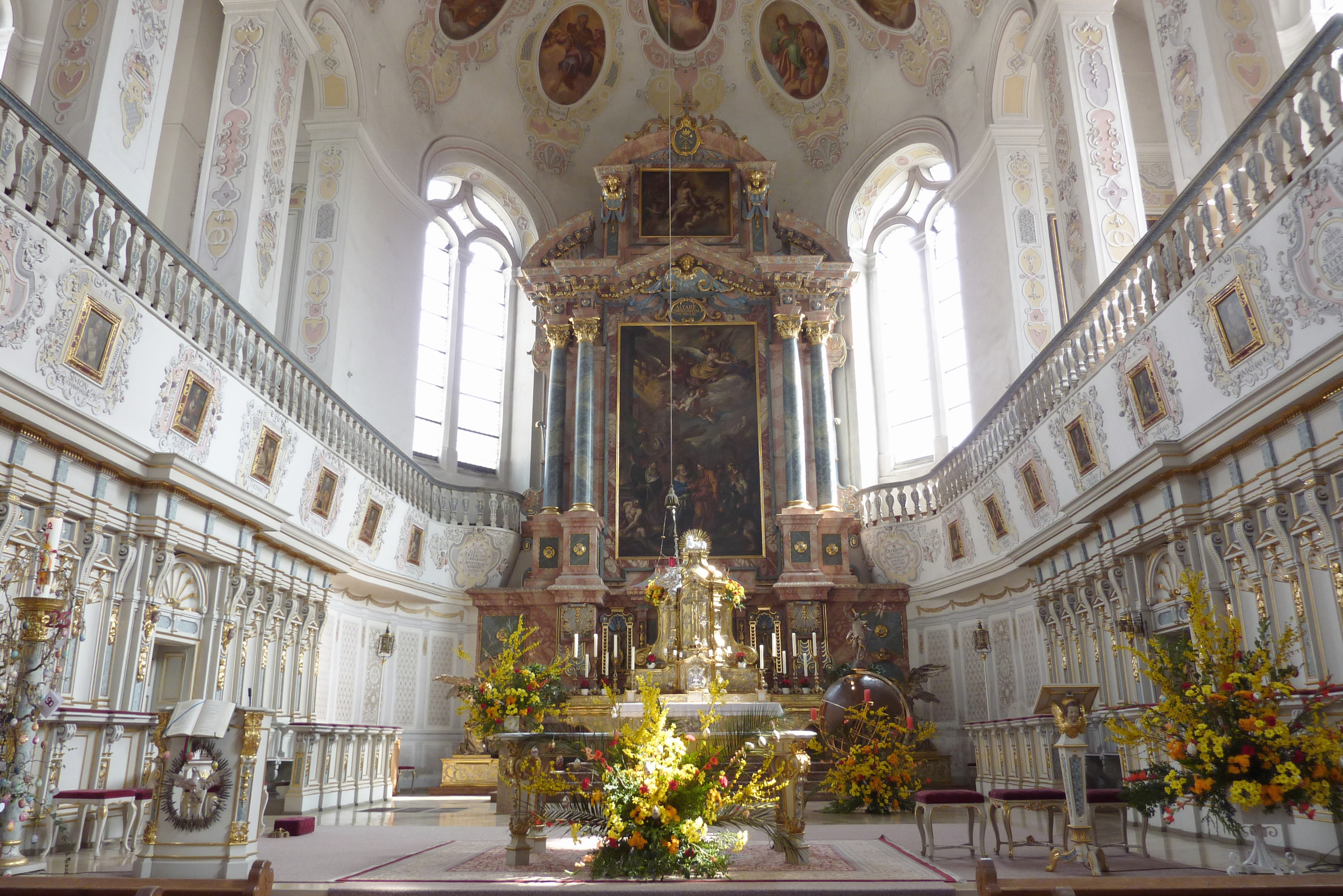
Koor
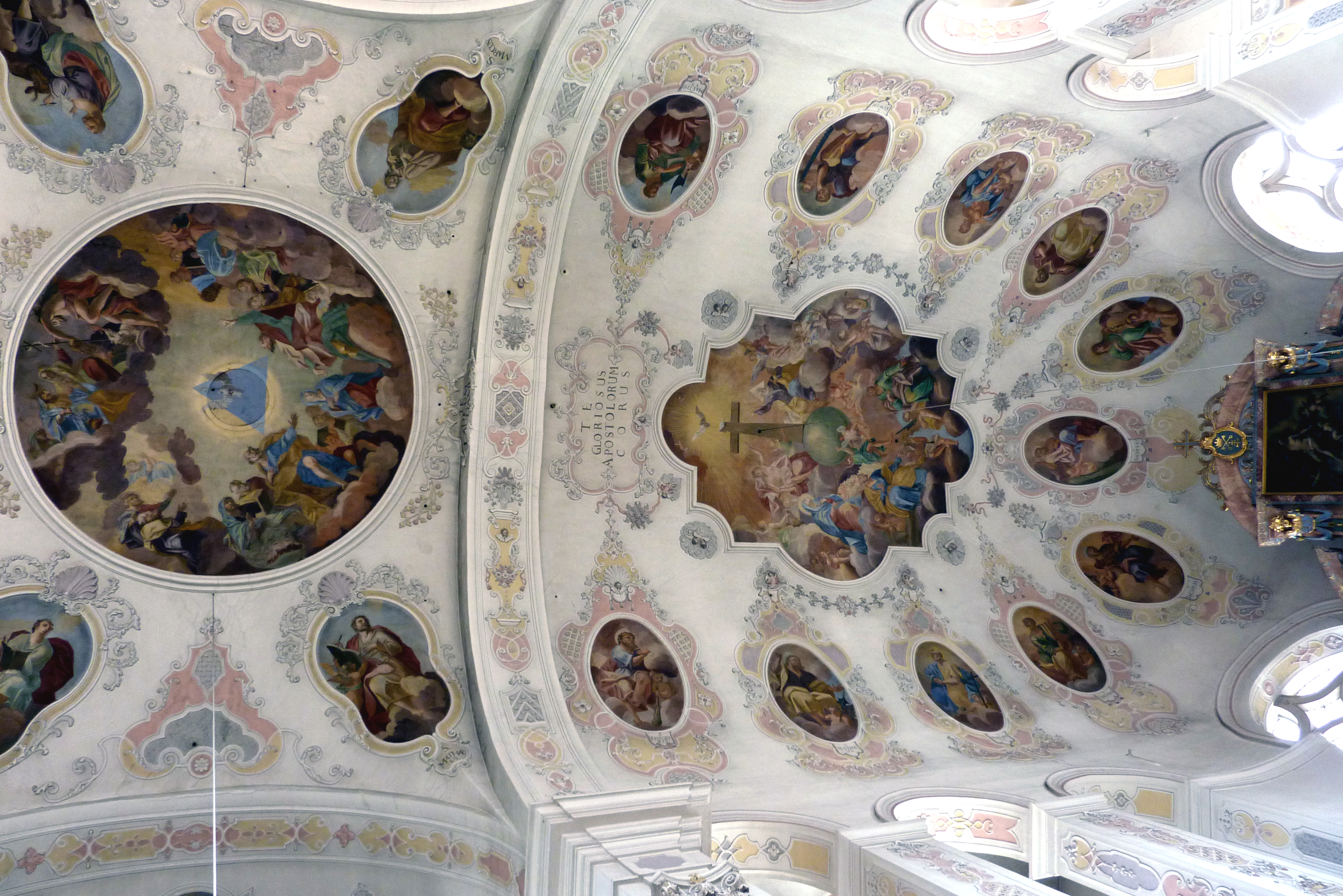
Plafondbeschildering
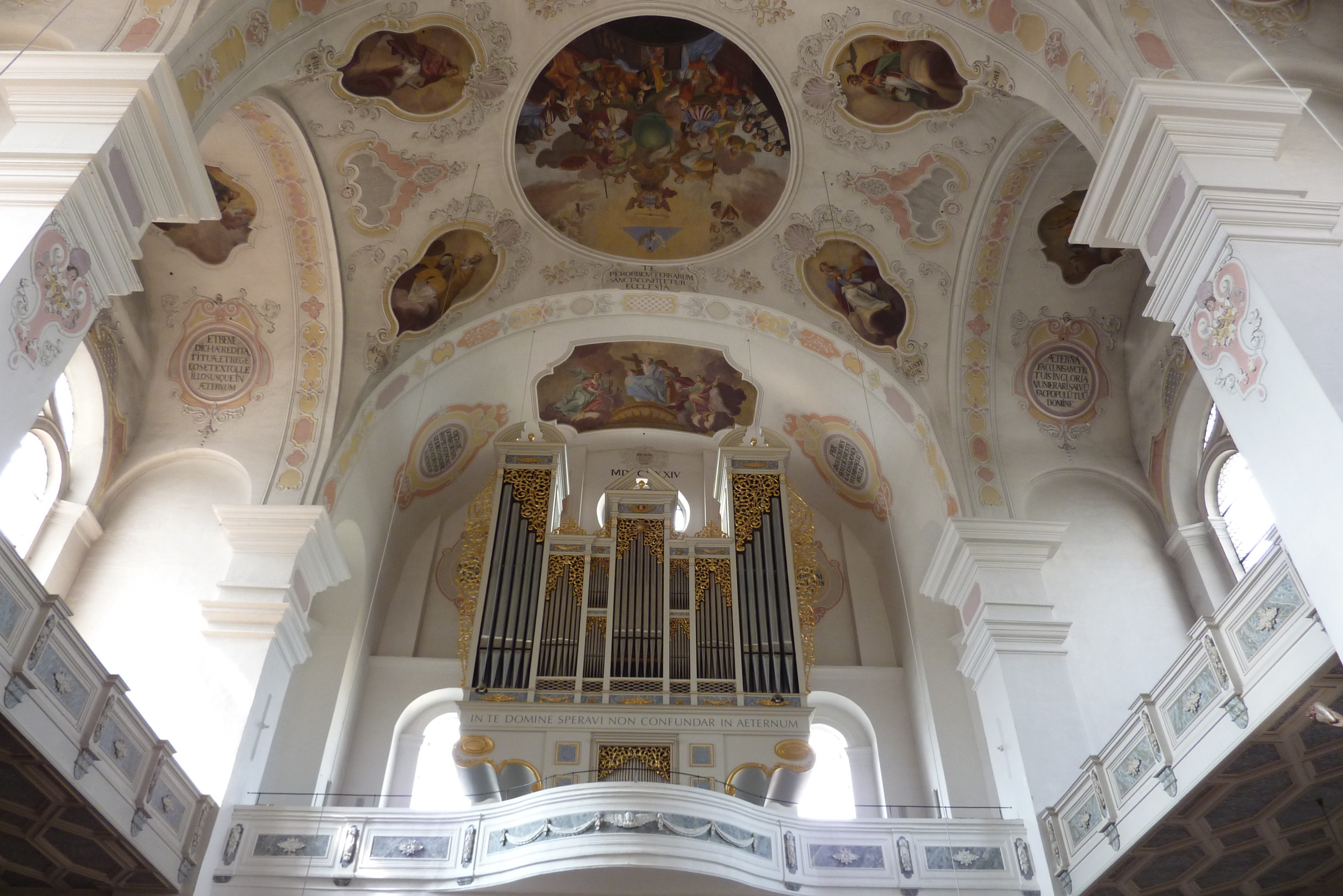
Orgel
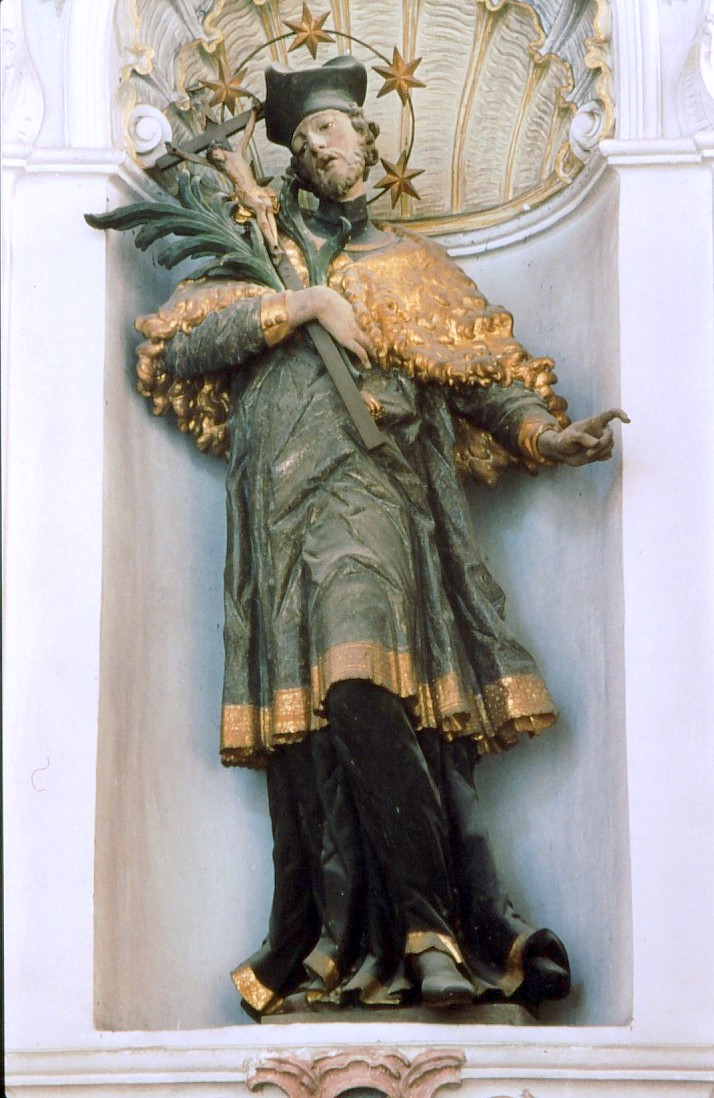
Muurbeeld Johannes van Nepomuk